# لیانگ بیک
لیانگ بیک (چینی: 梁璧和؛ ۱۸۴۵ – ۱۹۱۱) با نام مردمی تای-وا و مشهور به آقای بیک، یک رزمی‌کار سبک وینگ‌چون بود.
لیانگ بیک یکی از استادان ییپ من است و او را به‌دنبال دو بار شکست در مسابقه‌ای دوستانه، به شاگردی پذیرفت و تا زمان مرگش در سال ۱۹۱۱ تعلیم داد.